# Direct Part Marking

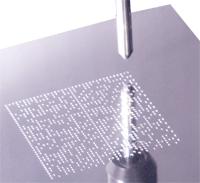
Exemple de Data Matrix marcat sobre la superfície.

Marcat en la mateixa peça (de l'anglès Direct Part Marking DPM) és un procés per marcar de forma indeleble i permanent, les peces amb un codi de barres 1D o 2D (Matriu de dades). El Marcat en la mateixa peça permet fer un seguiment durant tota la vida útil de les peces fabricades (Traçabilitat).
La interpretació del terme 'permanent', sovint depèn del context on les peces s'utilitzaran. En la industrial aeroespacial, les peces han de donar el seu servei durant trenta anys. En la indústria de les telecomunicacions, el cicle de vida útil pot ser d'uns pocs anys.
La DPM (abreviatura de 'Direct Part Marking', àmpliament estesa en el sector industrial) s'usa habitualment per fabricants dels sectors d'automoció, aeroespacial i de dispositius electrònics per facilitar la traçabilitat de la producció. Així s'aconsegueix garantir la seguretat, les garanties dels productes i les qüestions relatives als requeriments sobre les regulacions tipus normes ISO, o bé regulacions pròpies d'un estat o client final. En aquest sentit, destaca l'exigència del Departament de Defensa dels Estats Units d'aconseguir una marca física, permanent i indeleble en les peces que ells fan servir, en unió al sistema de traçabilitat Item Unique Identification.

## Tipus de Codis
Existeixen moltes maneres de codificar la informació per ser llegida per un dispositiu lector. El preferit per la industrial és el Data Matrix i el Codi QR. El codi Data Matrix és el més estès perquè la patent d'utilització està oberta i no és necessari pagar cap cànon. A més aporta valuoses característiques per a la identificació de peces, com el seu sistema de correcció d'errors, alt contrast en la lectura, etc.

## Mètodes de Marcatge
Els mètodes per produir marcats indelebles i permanents són:
- Tinta[4]
- Estampació en fred i calent[5]
- Micropercussió[6]
- Gravat per fresadora
- Gravat per làser[7]

Aquests mètodes són utilitzats per màquines eines. Els sistemes manuals no són aptes perquè no poden realitzar marcats de grandàries tan petites, que posteriorment puguin ser reconeguts per un lector de codis 2D.

### Com triar el mètode de marcat[9]
El sistema de marcat dependrà de diferents factors:
- Funcionalitat de la peça: És recomanable usar sistemes de marcat que no afectin l'estructura de la peça quan aquestes són peces de seguretat, com motors d'avió, sistemes d'alta pressió, etc.
- Geometria de la peça: És més difícil marcar un codi Data Matrix en una superfície corba que en una llisa.
- Superfície: Superfícies amb acabat de mirall solen tractar-se per reduir la lluentor. Així i tot, en aquest tipus de superfícies brillants la micropercusió és el sistema que millors resultats aporta.
- Mida de la peça: Si es fa servir un codi 2D, la mida de la peça no és un factor rellevant, ja que en un codi Data Matrix es redueix l'àrea de manera considerable, podent introduir gran quantitat d'informació en mides inferiors a una polzada quadrada.
- Ambient de treball: Ha d'estar controlat perquè els sistemes de marcat no es deteriorin en excés. En ambients hostils, els sistemes de tinta i làser sofriran massa fins al punt de perdre la seva funcionalitat.
- Rugositat i acabat de la peça: Una superfície molt rugosa no és apta per marcar un codi de barres. La superfície no haurà de tenir més de 8 micropolzades de rugositat.
- Gruix de la peça: Ha de ser tinguda molt en compte a l'hora de triar el mètode de marcat.
Els sistemes de deformació no s'aconsellen per a peces fines.

### La verificació
L'objectiu de la verificació dels codis és disminuir els problemes de productivitat en processos industrials causats per problemes de lectures dels codis. Les possibles solucions inclouen càmeres, programari i la il·luminació de precisió, dissenyat específicament per a la lectura de codis. Aquests equips de verificació han de complir les normatives ISO 15415/6, 21CFR i GS1.
S'ha de tenir en compte, la importància de la verificació. La captura automatitzada de dades és un requisit fonamental per a l'èxit d'una empresa. Un error o fallada en l'escaneig pot provocar un impacte negatiu important en l'empresa en qüestió, econòmicament, de temps i de reputació.
Gràcies a la verificació, es pot evitar que els codis de barres deficients, s'apliquin al producte, eliminant així la possibilitat que ocorrin aquests errors en un futur.

### La gestió informàtica de la informació
El marcatge de peces individuals ha de sotmetre's a un sistema d'informació general per poder imprimir les dades variables de les peces. Avui dia, existeixen plataformes informàtiques que permeten una gestió de dades al llarg de la cadena interna i de la cadena externa.

## Normatives
- NASA-STD-6002A, Identificació Datamatrix en peces de la indústria aeroespacial
- https://www.iso.org/obp/ui/#iso:std:iso-iec:15415:ed-2:v1:en
- https://www.gs1es.org/estandares-gs1/